# Vescomtat de Lautrec
El vescomtat de Lautrec fou una jurisdicció feudal de l'Albigès, ocupant les terres entre el riu Dadu i el riu Agut, al centre de la regió, amb 23 viles i 28.000 hectàrees, feu dels comtes de Tolosa.
La genealogia dels primers temps és complexa i incerta. El vescomte Ató de Roergue va morir cap al 875 i va deixar quatre fills: Bigó i Ató que foren vescomtes de Tolosa; Sicart possible primer vescomte de Lautrec; i Bernat I (senyor d'Ambialet) que va rebre el vescomtat d'Albí o Albigès (mort vers el 918). Bernat va tenir probablement tres o quatre fills: Frotari que fou bisbe d'Albí, Benet que fou vescomte de Tolosa (com després el seu fill Ató) i Ató que va exercir com a vescomte d'Albí i era senyor d'Ambialet (mort vers 937); un possible quart fill Bernat fou vescomte de Millau i de Gavaldà. Ató va deixar al seu fill Bernat (mort vers el 978) l'Albí i a sa germà Sicart el Lautrec (dels possibles membres de la família amb aquest nom, aquest és el més probable vescomte de Lautrec). Bernat va tenir almenys dos fills: un d'ells anomenat Sicart podria haver estat també primer vescomte de Lautrec (si el Sicart vescomte no era algun parent del mateix nom); l'altra fill Bernat va rebre l'Albigès. Amb Sicart, un dels esmentats d'aquest nom, s'inicia el vescomtat vers el 937 que apareix en documents vers el 940.
La dinastia va enllaçar amb la de Tolosa el 1196 (casament de la filla de Sicart V, Alix o Alícia, amb el fill del comte Ramon V, Balduí) origen de la família dels Tolosa-Lautrec (Toulouse-Lautrec). A mitjan segle xiii es va extingir la branca i la successió es va fraccionar: una part va recaure en una col·lateral originada en Ameli Sicart I senyor de Venes, que va tenir un fill (Ameli Sicart II de Venes) i aquest un altre fill (Ameli Sicart III de Venes) que fou el pare de Frèdol, vescomte de Lautrec i senyor de Venes. Una altra va passar a la branca dels Tolosa-Lautrec, que es va allargar durant més temps. A més, el rei considerava el vescomtat vacant i el va donar als Foix en pagament de serveis (junt amb la senyoria de Calmont), però aquestos ho van deixar en feu a una de les branques. Totes aquestes branques en les que tots es titulaven vescomte de Lautrec o de vegades d'un lloc concret han creat molta confusió i encara resta un bon estudi amb molta recerca sobre la família.
La família Tolosa-Lautrec va tenir el vescomtat fins al 1670, en què el vescomte Alexandre el va vendre a François de Gélas, gendre i hereu del Marques d'Ambrès. En esclatar la revolució era vescomte Felip de Noailles, Marques d'Ambrès, vescomte de Noailles i vescomte de Lautrec i els seus estats foren suprimits el 4 d'agost de 1789.

## Llista de vescomtes
- Sicart I 937-974
- Isarn I (fill) convescomte 974-988
- Frotari I (germà) convescomte (bisbe de Càors) 974-990.
- Sicart II (fill de Isarn I) 988-1038
- Isarn II (fill) convescomte 1038-1072
- Frotari II (germà) convescomte (Bisbe d'Albí) 1038-1084
- Sicart III (fill de Isarn II) convescomte, vers 1072-1137
- Frotari III (germà) convescomte de Lautrec, vers 1100
- Isarn de Sant Antoní de Noble Vall (germà) convescomte, primer vescomte I de Sant Antoní de Noble Vall)
- Sicart IV (fill de Sicart III), convescomte, vers 1137-1158
- Sicart V (germà) convescomte vers 1158-1194
- Frotari III (germà) convescomte vers 1150
- Alix (germana) vers 1194-1196
- Balduí de Tolosa, vescomte de Bruniquel, 1196-1214 (espòs)
- Sicart VI (covescomte) 1214-1235
- Bertran I (covescomte) 1214-1258
- Isarn IV (fill) 1235-1254
- Pere I (fill) convescomte 1254-?
- Ameli Sicart (germà) convescomte 1254-?
- Pere II (fill de Ameli Sicart) convescomte vers abans 1300
- Frèdol de Venes vers 1300
- a la corona abans 1443
- Gastó (II de Foix) abans 1343
- comtes de Foix convescomtes nominals vers 1343-1589
- Isarn III (fill de Frèdol) després de1343-1370
- Felip I vers 1370-1402
- Felip II vers 1402
- Amalric (fill de Pere I), convescomte ?-1340
- Pere III (fill) 1340-1390
- Pere IV (fill) 1390-1412
- Antoni I (fill) 1412-?
- Antoni II (fill) ?-?(vers 1430)
- Joan Francesc (fill) ?-? (vers 1450)
- Pere V (fill) ?-? (vers 1500)
- Bernat (fill) ?-? (vers 1540)
- Alexandre (fill) ?-? (vers 1600)
- Bernat (fill) (vers 1640)
- Alexandre II (vers 1670)
- François de Gélas, vers 1670-?
- Daniel François de Gélas de Voisons d'Ambrès ?-1762
- Felip de Noailles, vers 1766-1789